# Thoralf Skolem

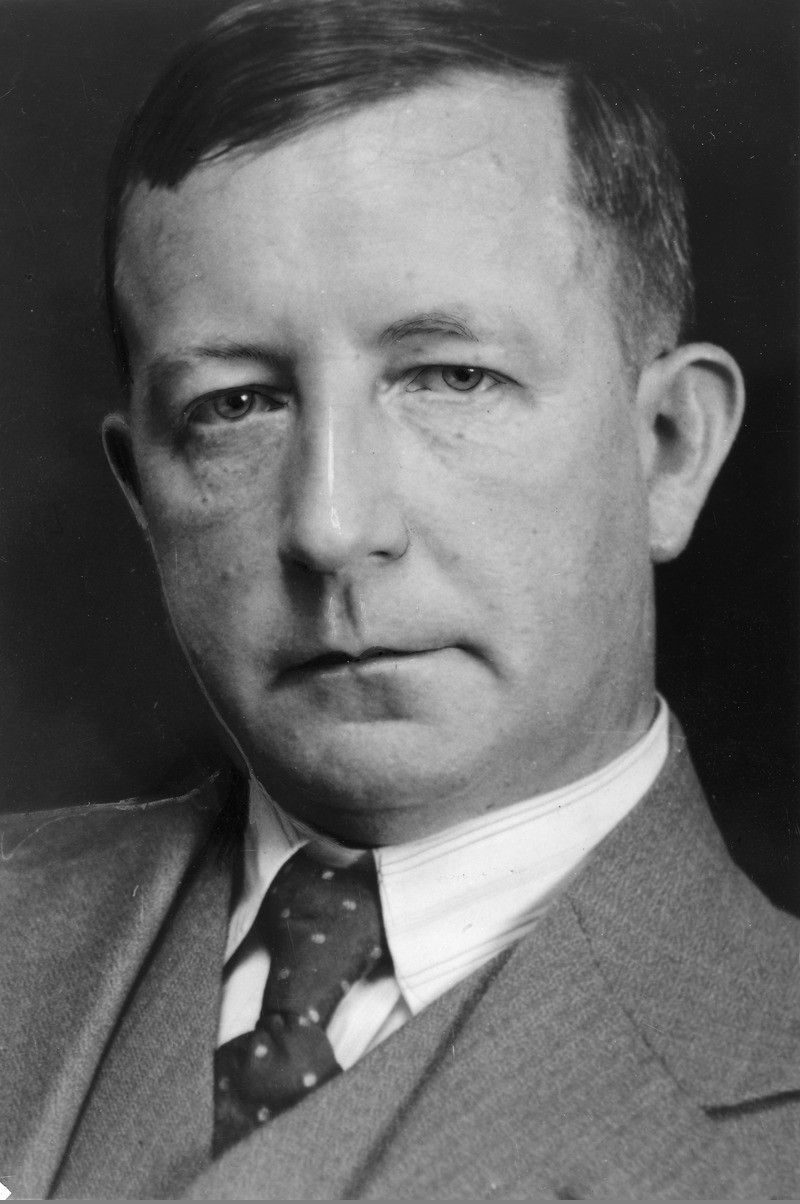
Thoralf Skolem

Albert Thoralf Skolem (Sandsvaer, 23 mei 1887 – Oslo, 23 maart 1963) was een Noorse wiskundige. Zijn belangrijkste werkterrein was de logica. Hij bouwde ook voort op de axiomatische verzamelingenleer van Zermelo, en hij leverde een bijdrage aan de opzet van het semantisch tableau.

## Leven
Hoewel Skolems vader onderwijzer was, waren de meeste leden van zijn uitgebreide familie boeren. Skolem doorliep de middelbare school in Kristiania (later omgedoopt tot Oslo). In 1905 deed hij toelatingsexamens voor de Kongelige Frederiks Universitet, de latere Universiteit van Oslo. Hij slaagde en begon een studie wiskunde. Daarnaast volgde hij ook colleges in de natuurkunde, scheikunde, dierkunde en plantkunde.
In 1909 begon hij te werken als assistent van de natuurkundige Kristian Birkeland te werken, bekend om het bombarderen van gemagnetiseerde bollen  met elektronen en het zo verkrijgen van poollicht-achtige effecten; Skolems eerste publicaties waren dus  natuurkunde-artikelen, die hij samen met Birkeland schreef. In 1913 slaagde Skolem met onderscheiding voor de overheidsexamens en voltooide hij een proefschrift getiteld, Onderzoek naar de algebra van de logica. Hij reisde ook met Birkeland naar Soedan om daar het  zodiakaallicht te observeren. Het wintersemester van 1915 bracht hij door aan de Universiteit van Göttingen, op dat moment in de wereld het toonaangevende onderzoekscentrum in de wiskundige logica, de metawiskunde en de abstracte algebra, gebieden waarop Skolem later in zou uitblinken. In 1916 werd hij benoemd tot wetenschappelijk onderzoeker aan de universiteit van Oslo. In 1918 werd hij vervolgens docent in wiskunde en werd hij verkozen in de Noorse Academie van Wetenschappen en Letteren.

## Werk in de wiskunde
Skolem publiceerde ongeveer 180 artikelen over diofantische vergelijkingen, groepentheorie, roostertheorie, maar vooral de verzamelingenleer en de wiskundige logica. Hij publiceerde de meeste van zijn artikelen in Noorse tijdschriften met een beperkte internationale circulatie, met als gevolgd dat zijn resultaten met enige regelmaat door anderen werden herontdekt. Een voorbeeld is de stelling van Skolem-Noether, die automorfismen van enkelvoudige algebra's karakteriseert. Skolem publiceerde in 1927 een bewijs, maar onafhankelijk van Skolem herontdekte Emmy Noether hetzelfde bewijs een paar jaar later.
Skolem behoorde tot de eerste wiskundigen, die over roosters schreven. In 1912 was hij de eerste die een vrij distributief rooster beschreef, dat werd gegenereerd door n elementen. In 1919 toonde hij aan dat elke implicatief rooster (nu ook wel Skolem-rooster genoemd) distributief is en, als een gedeeltelijke tegenstelling, dat elk eindig distributief rooster implicatief is. Nadat deze resultaten door anderen waren herontdekt, publiceerde in Skolem in 1936 een artikel in het Duits, "Über gewisse 'Verbände' oder 'Lattices'", waarbij hij een overzicht gaf van zijn eerdere werk in de roostertheorie.
Skolem was een pionier in de modeltheorie. In 1920 vereenvoudigde hij sterk het bewijs van een stelling, die Leopold Löwenheim in 1915 voor het eerst had bewezen, wat resulteerde in de stelling van Löwenheim-Skolem, die stelt dat als een eerste-orde theorie een oneindig model heeft, het ook een aftelbaar model heeft. Zijn bewijs uit 1920 maakte gebruik van het keuzeaxioma, maar later (in 1922 en 1928) gaf hij ook bewijzen, waarbij hij gebruik maakte van het lemma van König in plaats van het keuzeaxioma. Opvallend is dat Skolem, net zoals Löwenheim, bij zijn werk in de wiskundige logica en de verzamelingenleer gebruik maakte van de notatie van andere baanbrekende modeltheoretici zoals Charles Sanders Peirce en Ernst Schröder, met inbegrip van de Π, Σ als variabele-bindende kwantoren, dit in tegenstelling tot de notaties van Peano, de Principia Mathematica en Principles of Mathematical Logic. Skolem pionierde in 1934 de constructie van niet-standaard-modellen van de rekenkunde en de verzamelingenleer.
In 1922 verfijnde Skolem de axioma's van Zermelo in de verzamelingenleer door de vage notie van Zermelo van een "definitieve"  eigenschap te vervangen met enige eigenschap, die kan worden gecodeerd in de eerste-orde logica. Het resulterende axioma is nu onderdeel van de standaardaxioma's van de verzamelingenleer. Skolem heeft er op gewezen dat een gevolg van de stelling van Löwenheim-Skolem is dat wat nu bekendstaat als de paradox van Skolem: als de axioma's van Zermelo consistent zijn, dan moeten binnen een aftelbaar domein aan deze axioma's voldaan kunnen worden, hoewel ze het bestaan bewijzen van overaftelbare verzamelingen.